# 青铜太阳轮

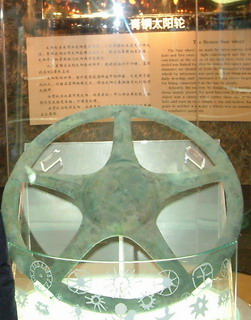

青铜太阳轮，是出土于四川广汉三星堆遗址的文物，距今已有3,000多年历史。其状若车轮，但是当时的人都将自己关在城市以内，很少运东西出去。有人則说这是盾牌，但以盾牌來說太陽輪未免太重。出于对当时人们对自然的敬畏，专家推测其代表太阳，目前这是比较合理的解释。不過，亦有學者指出，當時正值人類氣候的轉變階段，乾旱無雨，太陽輪可能是代表對太陽的仇恨。